# .277 Wolverine
Die Patrone .277 Wolverine (auch .277 WLV) ist ein 2014 vom amerikanischen Unternehmen Mad Dog Weapon Systems, Inc. hauptsächlich für die Jagd mit halb- oder vollautomatischen AR-15-Waffen entwickeltes Mittelkaliber. Derzeit ist noch keine Standardisierung gemäß SAAMI (wird angestrebt) oder C.I.P. erfolgt.

## Entwicklung
Ziel der Entwicklung war es, eine im Vergleich zur standardmäßig verwendeten 5,56 × 45 mm NATO leistungsfähigere Patrone zu erhalten, die mit möglichst wenig bautechnischem und finanziellem Aufwand in einem AR-15-System verwendet werden kann. Als Basis nutzte man folglich die weit verbreitete Patronenhülse der 5,56 × 45 mm NATO (.223 Remington) und kombinierte sie mit dem Geschoss der 6,8 mm Remington SPC. Dafür wurde die Hülse auf 39 mm gekürzt und der Hülsenhals derart gestaltet, dass die STANAG 4179-Magazine weiterverwendet werden können, ebenso wie der Verschluss. Zur Anpassung an das größere Kaliber wird lediglich ein neuer Lauf benötigt, was ein großer Vorteil gegenüber vergleichbaren Kalibern wie 6,8 mm Remington SPC oder 6,5 mm Grendel ist.

## Ballistik
Die .277 Wolverine ist in diversen Laborierungen mit Geschossgewichten von 75 gr (4,86 g) bis 130 gr (8,42 g) erhältlich, es gibt jedoch auch spezielle Subsonic-Geschosse bis 200 gr (12,96 g) für den Einsatz mit Schalldämpfer. Obwohl die schlankere Patronenhülse durch das kleinere Volumen rund 30 % weniger Treibladung als die der 6,8 mm Remington SPC aufnehmen kann, ist die ballistische Leistung durchaus vergleichbar. So erreichen beide Kaliber ähnliche Geschossgeschwindigkeiten und Energieabgaben, mit nur leichten Vorteilen zugunsten der 6,8 mm Rem. SPC.

### Ballistik im Vergleich
| Patrone                    | Geschossgewicht | Lauflänge          | Mündungsgeschwindigkeit | Geschossenergie nach 300 yd (274,3 m) |
| -------------------------- | --------------- | ------------------ | ----------------------- | ------------------------------------- |
| 5,56 × 45 mm NATO (M855)   | 4 g             | 16 Zoll (406 mm)   | 884 m/s                 | 785 J                                 |
| .277 Wolverine (90 gr)     | 5,8 g           | 16 Zoll (406 mm)   | 838 m/s                 | 998 J                                 |
| .277 Wolverine (100 gr)    | 6,5 g           | 16 Zoll (406 mm)   | 792 m/s                 | 1022 J                                |
| .277 Wolverine (110 gr)    | 7,1 g           | 16 Zoll (406 mm)   | 762 m/s                 | 1134 J                                |
| .300 AAC Blackout (110 gr) | 7,1 g           | 16 Zoll (406 mm)   | 701 m/s                 | 843 J                                 |
| .300 AAC Blackout (125 gr) | 8,1 g           | 16 Zoll (406 mm)   | 670 m/s                 | 873 J                                 |
| 7,62 × 39 mm               | 8 g             | 16,5 Zoll (419 mm) | 701 m/s                 | 858 J                                 |

| Patrone           | Geschoss-gewicht | Geschossenergie an der Mündung | Geschossenergie nach 250 yd (229 m) | Mündungs-geschwindigkeit | Geschoss-geschwindigkeit nach 250 yd (229 m) | Geschossabfall nach 250 yd (229 m) |
| ----------------- | ---------------- | ------------------------------ | ----------------------------------- | ------------------------ | -------------------------------------------- | ---------------------------------- |
| 5,56 × 45 mm NATO | 4 g              | 1680 J                         | 950 J (56,5 %)                      | 914 m/s                  | 688 m/s (75,3 %)                             | 163 mm                             |
| .300 AAC Blackout | 7,1 g            | 1829 J                         | 959 J (52,4 %)                      | 716 m/s                  | 518 m/s (72,3 %)                             | 330 mm                             |
| .277 WLV (95 gr)  | 6,2 g            | 1897 J                         | 1025 J (54,0 %)                     | 785 m/s                  | 577 m/s (73,5 %)                             | 254 mm                             |
| 6,8 mm Rem. SPC   | 6,2 g            | 1934 J                         | 1048 J (54,2 %)                     | 792 m/s                  | 583 m/s (73,6 %)                             | 249 mm                             |